# Jiang Lan
Jiang Lan (née le 27 juin 1989) est une athlète chinoise spécialiste du sprint. 

## Carrière

### Palmarès
| Année | Compétition                  | Lieu      | Résultat | Épreuve   | Performance   |
| ----- | ---------------------------- | --------- | -------- | --------- | ------------- |
| 2009  | Championnats d’Asie          | Guangzhou | 3e       | 200 m     | 23 s 65       |
| 2009  | Jeux de l’Asie de l’Est      | Hong Kong | 1re      | 200 m     | 23 s 92       |
| 2009  | Jeux de l’Asie de l’Est      | Hong Kong | 1re      | 4 x 100 m | 44 s 69       |
| 2009  | Jeux de l’Asie de l’Est      | Hong Kong | 1re      | 4 x 400 m | 3 min 37 s 72 |
| 2010  | Championnats d’Asie en salle | Téhéran   | 1re      | 60 m      | 7 s 51        |
| 2010  | Jeux asiatiques              | Guangzhou | 2e       | 4 x 100 m | 44 s 22       |
| 2011  | Championnats d’Asie          | Kōbe      | 2e       | 4 x 100 m | 44 s 23       |

### Records
| Épreuve    | Performance | Lieu  | Date              |
| ---------- | ----------- | ----- | ----------------- |
| 100 mètres | 11 s 49     | Wuhan | 29 octobre 2007   |
| 200 mètres | 23 s 46     | Wuhan | 1er novembre 2007 |

| Épreuve   | Performance | Lieu     | Date            |
| --------- | ----------- | -------- | --------------- |
| 60 mètres | 7 s 30      | Shanghai | 26 janvier 2008 |